# Anisodactylus afghanus
Anisodactylus afghanus es una especie de escarabajo de tierra del género Anisodactylus, categorizada en la tribu Harpalini, de la subfamilia Harpalinae.

## Distribución
Se distribuye por Afganistán.

## Taxonomía
Fue descrita por Schauberger en 1929.
Tratamiento taxonómico
La especie aparece registrada y publicada en Beitrag zur Kenntnis der paläarktischen Harpalinen, V. -. Coleopterologisches Centralblatt, 3 (5-6): 179-196. (Berlin). (1929).